# Gcina Mhlophe
Nokugcina Elsie Mhlophe (nascida em 24 de outubro de 1958), também conhecida como Gcina Mhlophe, é uma ativista antiapartheid sul-africana, atriz, contadora de histórias, poetisa, dramaturga, diretora e autora.
Contar histórias é uma atividade profundamente tradicional na África do Sul, e Mhlophe é uma das poucas mulheres contadoras de histórias em um país dominado por homens. Ela faz seu trabalho por meio de performances carismáticas, trabalhando para preservar a narrativa como um meio de manter a história viva e incentivar as crianças sul-africanas a ler. Ela conta suas histórias em quatro línguas da África do Sul: inglês, africâner, zulu e xhosa.

## Vida e carreira
Gcina Mhlope nasceu em 1958, na província de KwaZulu-Natal, na África do Sul, filha de mãe da etnia xhosa e de pai da etnia zulu. Ela começou sua vida profissional como empregada doméstica, depois trabalhando como locutora de notícias no Press Trust e na BBC Radio, depois como redatora da Learn and Teach, uma revista para recém-alfabetizados. Ela entrou em uma biblioteca pela primeira vez aos 20 anos de idade.
Ela começou a ter uma noção da demanda por histórias enquanto estava em Chicago, em 1988. Ela se apresentou em uma biblioteca em um bairro predominantemente negro, onde um público cada vez maior a convidava para voltar. Ainda assim, Mhlophe só começou a pensar na carreira de contadora de histórias depois de conhecer um Imbongi, um dos lendários poetas do folclore africano, e após o incentivo de Mannie Manim, então diretor do Market Theatre, de Joanesburgo, capital da África do Sul.
Desde então, Mhlophe apareceu nos cinemas de Soweto a Londres e muito de seu trabalho foi traduzido para alemão, francês, italiano, suaíli e japonês. Mhlophe viajou extensivamente pela África e outras partes do mundo dando oficinas de contação de histórias.
As histórias de Mhlophe misturam folclore, informação, assuntos atuais, música e idioma. A realização de seus sonhos é um motivador visceral para ela e ela está transmitindo seu entusiasmo contagiante ao desenvolver jovens talentos para levar adiante o trabalho de contar histórias por meio da Iniciativa Zanendaba (traga-me uma história). Esta iniciativa, criada em 2002, é uma colaboração com o Market Theatre e READ, uma organização nacional de alfabetização.
Atualmente, Mhlophe atua como patrona da ASSITEJ South Africa, a Associação Internacional de Teatro para Crianças e Jovens.

## Trabalhos selecionados
- 1983, protagonizou Umongikazi: The Nurse, de Maishe Maponya
- 1984, em Black Dog: Inj'emnyama
- 1986, Lugar de Choro (filme)
- 1986, Você viu Zandile? (peça autobiográfica, no Market Theatre, Joanesburgo, Mhlophe como Zandile)
- 1987, Nascido na RSA (Nova York)
- 1989, festival de contação de histórias no Market Theatre
- 1989, executou um poema em homenagem a Albert Luthuli, vencedor do Prêmio Nobel da Paz de 1960
- 1990, realizada Você viu Zandile? na turnê do Festival de Edimburgo pela Europa e EUA
- 1989-1990, diretor residente no Market Theatre
- coordenador do READ, uma organização nacional de alfabetização
- 1991, Ashoka Fellowship (inovador de empreendedorismo social)
- 1993, Música para Little People (CD)
- 1993, voz do leitor Não tão rápido, Songololo (gravação de vídeo), Weston Woods, Weston CT, Scholastic
- 1994, The Gift of the Tortoise (contribuiu para o álbum Ladysmith Black Mambazo )
- 1997, Poesia África, poeta apresentador
- 1999, palestrante convidado no Perth Writers Festival
- Orquestra Filarmônica de Londres
- Royal Albert Hall, Londres
- Colônia Philharmonie, África na Ópera
- 2000, realizada em Peter und der Wolf no Komische Oper (Berlin)
- Escreveu música para sua série de TV SABC Gcina & Friends
- 2002, Fudukazi's Magic exibido em Durban no African Union Film Festival
- 2002, The Bones of Memory (performance, narrativa da velha e nova África do Sul)
- 2003, lecionou sobre storytelling no seminário Eye of the Beholder
- 2003, Mata Mata (performance, musical familiar)
- 2006, cerimônia de entrega da Copa do Mundo da FIFA na África do Sul, Alemanha

## Prêmios e reconhecimentos
- 1991 - Nomeada para o Prêmio Noma de Rainha das Tartarugas
- 1999 - Doutora Honoris Causa pela Open University, Reino Unido
- 1999 - Doutora Honoris Causa pela Universidade de Natal
- 2014 - Doutora Honoris Causa pela Universidade de Rhodes
- 2016 - 100 Mulheres (BBC)[7]
- Prêmio Book Chat para Molo Zoleka
- OBIE Theatrical Award (Nova York) por Born in the RSA[8]
- Fringe First Award (Edimburgo) por Você viu Zandile?
- Prêmio Joseph Jefferson de Melhor Atriz (Chicago) por Você viu Zandile?
- Sony Award for Radio Drama da BBC Radio Africa por Você viu Zandile?

## Colaborações
- Pops Mohamed, músico e preservacionista da música tribal
- Ladysmith Black Mambazo, grupo coral, The Gift of the Tortoise (CD), 1994 e Music for Little People in America (CD), 1993
- Bheki Khoza, guitarrista, Animated Tales of the World (série de TV para Right Angle no Reino Unido e para a SABC)
- Anant Singh, produtor de vídeo, Fudukazi's Magic (CD e vídeo para o público alemão)
- Biblionef South Africa, uma agência de doação de livros infantis, fornece pacotes de livros para as oficinas de Mhlophe, 2003

## Aparições em documentários
- Atuou e narrou em Traveling Songs
- 1990, interpretou poesia em Songololo: Voices of Change (como aspectos da cultura na África do Sul se tornaram parte da luta antiapartheid)[9]
- 1993, The Traveling Song (o processo contemporâneo de coleta de histórias)
- Apareceu em Alfabetização Viva
- Apareceu em obras de arte